# Боганде
Боганде (фр. Bogandé) — місто і міська комуна в Буркіна-Фасо, у Східній області. Адміністративний центр провінції Няня.
Розташоване у східній частині країни, на висоті 267 м над рівнем моря. Населення міської комуни (департаменту) Боганде за даними перепису 2006 року становить 84 838 осіб. Населення самого міста Боганде за оцінними даними на 2012 рік налічує 14 727 осіб; за даними перепису 2006 воно становило 11 913 осіб. Крім власне міста Боганде міська комуна також включає ще 36 сіл.